# Kust van Cilentana

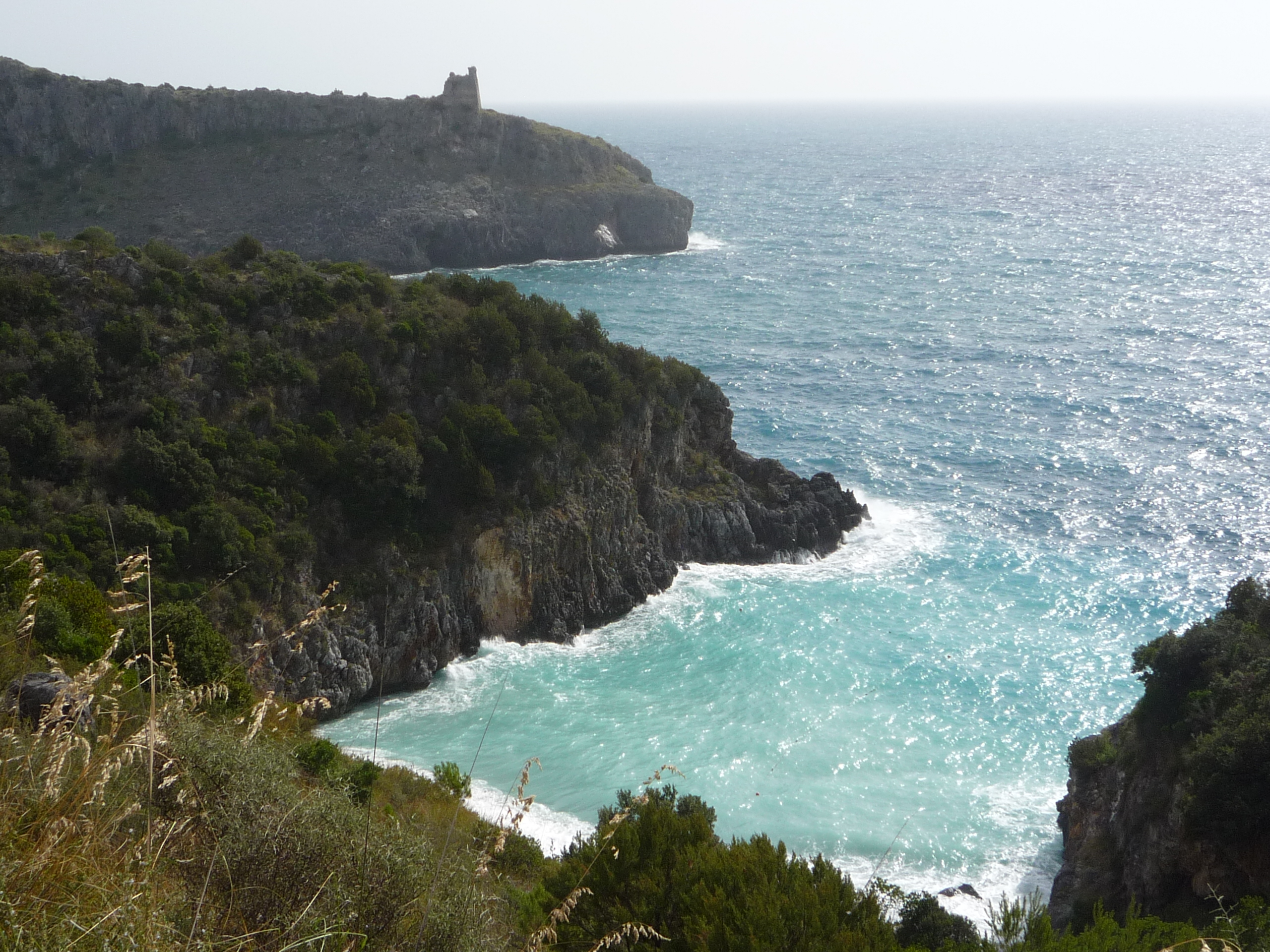
kust bij Marina di Camerota

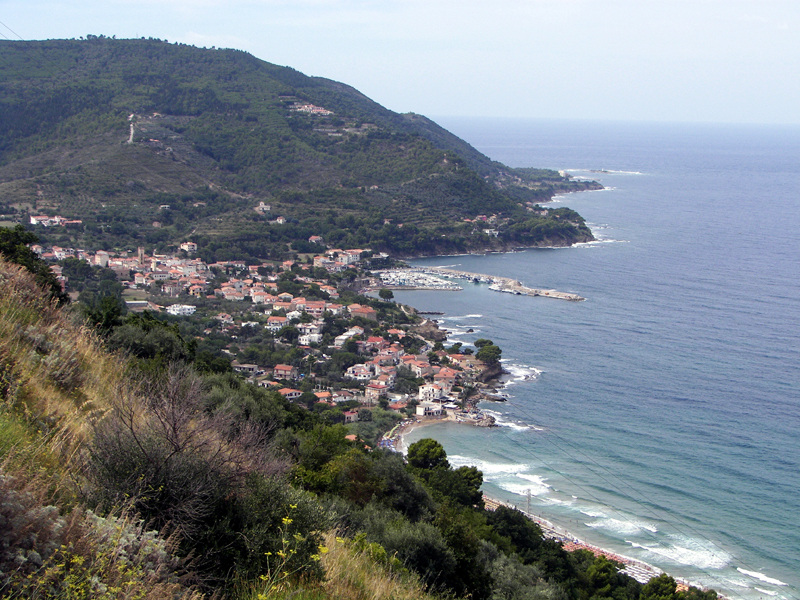
kust bij San Marco

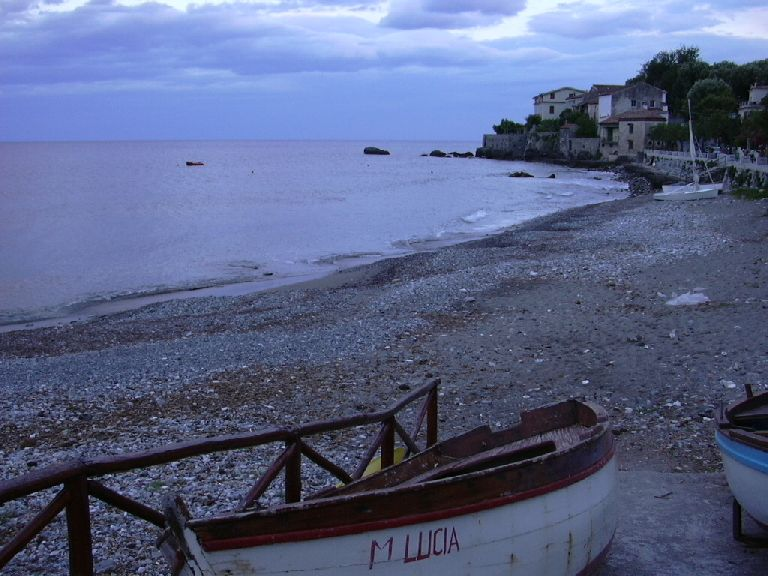
strand van Scario

De Kust van Cilentana (Italiaans: Costiera Cilentana) is de Italiaanse kust van Cilento, aan de zuidkant van de provincie Salerno in het zuiden van Italië. Het ligt ten zuiden van de stad Salerno en loopt van Agropoli tot en met Sapri. Het is gelegen in de Golf van Salerno en de Golf van Policastro, uitgezonderd de gemeenten Capaccio in het noordwesten, tot Sapri in het zuidoosten. Het is een ruige en rotsachtige kust.
Ten noorden ligt het Nationaal Park Cilento e Vallo di Diano.

## Geografie
Er liggen 16 gemeenten aan de kust, maar twee (Agropoli en Sapri) liggen direct aan de Tyrreense Zee, en de andere twee (Ascea en Pisciotta) hebben havens (marina) dicht bij de stad. De andere liggen in Frazioni met gemeenten in de bergen.
- Agropoli, met Mattine
- Ascea, met Elea
- Camerota, met Marina di Camerota
- Capaccio, met Torre Kernot, Laura, Paestum en Licinella
- Casal Velino, met Casal Velino
- Castellabate, met Santa Maria di Castellabate, San Marco, Licosa en Ogliastro Marina
- Centola, met Palinuro
- Ispani, met Capitello
- Montecorice, met Agnone Cilento en Case del Conte
- Pisciotta, met Caprioli en Marina di Pisciotta
- Pollica, met Acciaroli en Pioppi
- San Giovanni a Piro, met Scario
- San Mauro Cilento, met Mezzatorre
- Santa Marina, met Policastro Bussentino
- Sapri
- Vibonati, met Villammare

## Verkeer en vervoer
De kust van Cilentana is bereikbaar vanaf Napels via de A3. De dichtstbijzijnde luchthaven is de luchthaven Salerno Costa d'Amalfi van Salerno.